# La fleur (Verlag)
Der la fleur-Verlag war ein in Krefeld ansässiger Verlag, der insbesondere für die Veröffentlichungen von Ordnungsruf-Sammlungen bekannt ist.

## Geschichte

### Gründer
Gründer des Verlages war Ralf Floehr (1957–2007), später stieß Klaus M. Schmidt (* 1959) hinzu.

### Verlagsgeschichte
Die erste Veröffentlichung des Verlages war 1981 die humoristische Textsammlung Hasen sind überall von Ralf Floehr, der auch der Autor oder Herausgeber der meisten Veröffentlichungen des Verlages war. In der Folge erschienen vor allem politische Sachbücher und Anthologien bei la fleur. Zu den weiteren Autoren, hauptsächlich mit Kurzbeiträgen in den Anthologien vertreten, zählen unter anderem Thomas Hoeps, Norbert Waszek, Annemarie in der Au, Gudula Budke, Dorothea Hollatz, Gisbert Kranz, Viktoria Lösche, Rita Reiners, Jürgen Schwalm, Eva Zeller und Petra Liehr. 1985 erschien unter dem Pseudonym Maria Kron eine Schmähschrift gegen den damaligen Bundeskanzler Helmut Kohl mit dem Titel Sehr hohl, Herr Kohl!. Veröffentlichungen wie die Sammlung der Ordnungsrufe des SPD-Politikers Herbert Wehner namens „Unglaublich, Herr Präsident.“ sind zusätzlich im Zweitausendeins-Verlag erschienen und wurden mehrfach neu aufgelegt. Sie werden mehrfach in Arbeiten von Autoren wie Armin Burkhardt, Maik Lehmberg, August Hermann Leugers-Scherzberg oder Helmut Henne als Quelle herangezogen. Die Anthologie GANG ART '90 war 1990 die letzte Veröffentlichung von la fleur.

### Presse
1986 schrieb Konkret zu einer Verlags-Veröffentlichung, der la fleur-Verlag habe "einen wichtigen Beitrag zur Zeitgeschichte herausgebracht".

## Veröffentlichungen
- Ralf Floehr: Hasen sind überall. 1981, ISBN 3-9800556-0-4.
- Ralf Floehr, Petra Liehr, Ulrich Traub: Gedichte aus hundertundeiner Nacht. 1982, ISBN 3-9800556-1-2.
- Klaus M. Schmidt: Ans Fenster gemalt. 1982, ISBN 3-9800556-2-0.
- Rolf-Jürgen Kirsch: Unvermeidliches. 1983, ISBN 3-9800556-6-3.
- Ralf Floehr, Klaus M. Schmidt (Hrsg.): Unglaublich, Herr Präsident. 1983, ISBN 3-89105-009-7.
- Günter Lambertz: Demokratie oder Eliteherrschaft. Sind die Bürger nur Statisten? 1984, ISBN 3-89105-011-9.
- Ralf Floehr (Hrsg.): Ordnung ist die halbe Rede, Wortgefechte aus dem Deutschen Bundestag. 1984, ISBN 3-89105-012-7.
- Herbert Wehner: Frühe Reden. Eine Dokumentation seines Wirkens im Sächsischen Landtag. Hrsg.: Ralf Floehr. 1984, ISBN 3-9800556-7-1.
- Ralf Floehr: Das Grundgesetz entsteht. 1985, ISBN 3-89105-013-5.
- Maria Kron: Sehr hohl, Herr Kohl! Ein Pamphlet. 1985, ISBN 3-9800556-2-0.
- Marianne Junghans (Hrsg.): Wahr-Nehmungen - Lyrik und Prosa. 1986, ISBN 3-89105-015-1.
- Ralf Floehr: Bonn - die gekaufte Hauptstadt. 1986, ISBN 3-89105-016-X.
- Helmuth von Schilling: Wag zu sein wie Daniel!: Hildegard Hamm-Brücher: Einzelkämpferin als Vorbild? 1987, ISBN 3-89105-017-8.
- Thomas Hoeps: Fremder, kommst Du nach Krefeld: Der andere Kulturführer. 1990, ISBN 3-89105-007-0.
- John Waszek (u. a.): GANG ART '90. In: Anthologie. 1990.